# Country Song (canción de Seether)
«Country Song» es una canción de la banda sudafricana de metal alternativo Seether. Fue lanzado el 8 de marzo de 2011 como el primer sencillo de su quinto álbum de estudio Holding Onto Strings Better Left to Fray (2011).

## Antecedentes
Según el líder Shaun Morgan, el título de la canción "obtuvo su nombre del riff pantanoso del verso". En el foro de mensajes oficial de la banda, Morgan explicó el origen de la canción, diciendo "de alguna manera creo que estaba lidiando con el crecimiento y la necesidad de tomar mejores decisiones en la vida. Definitivamente no es una canción country, pero grabamos el álbum en Nashville y sentimos que era un pequeño homenaje a una ciudad tan maravillosa".

## Video musical
El video alterna entre un niño jugando con varios muñecos y figuras de acción y la banda representando las acciones del niño. Más tarde aparece una niña y ambos juegan con los juguetes, lo que crea una escena cada vez más caótica para la banda.

## Posicionamiento en lista
| Lista (2011)                                  | Posición |
| --------------------------------------------- | -------- |
| Canadá (Canadian Hot 100)                     | 53       |
| Canadá (Canada Rock)                          | 1        |
| Estados Unidos (Billboard Hot 100)            | 72       |
| Estados Unidos (Hot Rock & Alternative Songs) | 2        |
| México Airplay (Billboard)                    | 42       |
| República Checa Rock (IFPI)                   | 3        |